# Nadim Barghouthi
Nadim Barghouti (arabe : نديم البرغوثي), né en Palestine, est un footballeur professionnel palestinien évoluant au poste d'arrière central.

## Biographie
Il joue actuellement pour le club palestinien d'Al Birah.